# FC Grün-Weiß Piesteritz
Der FC Grün-Weiß Piesteritz ist ein Fußballverein aus dem Stadtteil Piesteritz der Lutherstadt Wittenberg.

## FC Grün-Weiß Piesteritz
Der FC Grün-Weiß ist der größte Fußballverein in der Lutherstadt Wittenberg. Er unterhält zwei Männermannschaften, eine Altherren- sowie eine Traditionsmannschaft. Dazu kommen 11 Nachwuchsmannschaften.
Spielstätte ist das Stadion im Volkspark im Nordwesten des Stadtteils. Es hat eine Kapazität von etwa 4000 Stehplätzen und ist mit einem Rasenplatz, Laufbahn und LED-Anzeige ausgestattet. Dazu gibt es einen zweiten Rasenplatz und einen 2024 sanierten Kunstrasenplatz mit einer Flutlichtanlage.
Der FC Grün-Weiß gehört zum Kreisfachverband Fußball Wittenberg im Fußballverband Sachsen-Anhalt.

## Geschichte
Die Wurzeln des Vereins reichen bis 1919 zurück. Am 1. April dieses Jahres wurde von fußballbegeisterten Arbeitern der Stickstoffwerke Piesteritz der 1. FC Wacker Piesteritz gegründet. Der Verein litt jedoch in den folgenden Jahren unter Mitgliedermangel, und so fusionierte er 1924 mit dem TSV Piesteritz zum Verein für Rasensport (VfR). Im Zuge des NSDAP-gesteuerten Sportbetriebes wurde der VfR 1933 mit anderen Sportvereinen zur Turn- und Sportbewegung (TSB) Piesteritz zusammengeschlossen. Deren Fußballmannschaft stieg 1938 in die zweithöchste deutsche Spielklasse auf.
1946 wurde der Verein auf Veranlassung der sowjetischen Besatzungsmacht aufgelöst. Danach waren Sportwettkämpfe nur noch auf lokaler Ebene in locker organisierten Sportgemeinschaften möglich. Nach Einführung des Systems der Betriebssportgemeinschaften gründeten die beiden Piesteritzer Betriebe Stickstoffwerk und Gummiwerk am 13. Mai 1949 die BSG Chemie Piesteritz. Sie bot eine breite Palette von Sportarten an, u. a. Fußball, Handball, Boxen, Tischtennis, Turnen, Rad- und Kanusport. 1985 zählte die BSG 2970 Mitglieder. In den Anfangszeiten machten die Tischtennissportler mit dem Gewinn der DDR-Meisterschaft der Herren 1950 und der Rennrodler Walter Feist mit der DDR-Meisterschaft 1951 die BSG landesweit bekannt. Während die Handball-Männermannschaft zeitweilig in der höchsten DDR-Handballklasse spielte, kamen die Fußballspieler über die dritthöchste Spielklasse (Bezirksliga) nicht hinaus.
Nach der deutschen Wiedervereinigung und den damit verbundenen wirtschaftlichen Veränderungen gab es für die Betriebssportgemeinschaften keine ökonomische Basis mehr. Mitglieder der BSG Chemie gründeten daraufhin im Juni 1990 den SV Grün-Weiß Wittenberg-Piesteritz mit den Sportabteilungen Fußball, Handball, Schwimmen, Turnen und Judo/Karate. Im Sommer 2001 schied die Fußballabteilung aus dem Verein aus und gründete am 16. Juli 2001 mit dem FC Grün-Weiß Piesteritz einen eigenen Verein.

## Entwicklung des Fußballs ab 1949

Historisches Logo der BSG Chemie Piesteritz

Die Fußballmannschaft der BSG Chemie Piesteritz gehörte zu den Gründungsgemeinschaften der 1952 ins Leben gerufenen drittklassigen Bezirksliga Halle. Drei Jahre konnte sich die Mannschaft in der Bezirksliga halten, musste dann aber 1955 in die zu dieser Zeit viertklassige Bezirksklasse absteigen. Erst 1961 gelang die Rückkehr in die Bezirksliga, in der sich die BSG Chemie in den folgenden vier Spielzeiten behaupten konnte. Als nach Abschluss der Saison 1964/65 die Bezirksliga von zwei auf eine Staffel reduziert wurde, stieg Piesteritz mit Rang 12 erneut in die Bezirksklasse ab. Nach dem Wiederaufstieg 1970 kehrte endlich Konstanz ein, und die Mannschaft konnte bis zum Ende des DDR-Spielbetriebs 1991 in der Bezirksliga den Klassenerhalt sichern. Ihr bestes Ergebnis erreichten die Chemiker in der Saison 1979/80, die sie mit Platz 2 abschlossen.
1976 feierten die Fußballer der BSG Chemie den größten Erfolg ihrer Geschichte, als sie nach einem 1:0-Sieg über die BSG Fortschritt Weißenfels den Fußballpokal des Bezirkes Halle gewannen. Damit hatten sie sich gleichzeitig für die Teilnahme am DDR-Fußballpokal-Wettbewerb 1976/77 qualifiziert. Dort schieden sie erst nach Elfmeterschießen gegen den Zweitligisten TSG Gröditz in der 1. Hauptrunde aus.
Nach Einführung des DFB-Spielbetriebs spielte zunächst der SV Grün-Weiß, später der FC in der Landesliga Sachsen-Anhalt. 1997 gelang der Aufstieg in die damals fünftklassige, ab 2008 sechstklassige Verbandsliga. Nachdem in der Saison 2008/2009 mit Platz zwei das bisher beste Ergebnis in der Verbandsliga erreicht worden war, gelang 2010/11 unter Trainer Uwe Ferl der Aufstieg in die Oberliga Nordost. Wenige Tage zuvor hatte die Mannschaft das Finale um den Sachsen-Anhalt-Pokal gegen den Halleschen FC mit 0:2 verloren. 2014 musste man wieder in die Verbandsliga Sachsen-Anhalt absteigen, 2018 erfolgte der Abstieg in die Landesliga. 2020 gelang die Rückkehr in die Verbandsliga Sachsen-Anhalt, die man jedoch nach zwei Jahren 2022 als letzter der Abstiegsrunde wieder verließ. Seit der Saison 2022/23 spielt die Mannschaft in der Landesliga Süd Sachsen-Anhalt.

## Persönlichkeiten
- Wolfgang Lischke: begann seine Fußballkarriere bei der BSG Chemie, ehe er 1972 zum Oberligaspieler zuerst bei Dynamo Dresden, später bei Chemie Leipzig wurde
- Uwe Ferl: wurde im Januar 2008 Trainer beim FC Grün-Weiß. Er spielte von 1978 bis 1985 107-mal in der DDR-Oberliga (u. a. in Leipzig für den 1. FC Lok und Chemie)